# Campylopus uleanus
Campylopus uleanus är en bladmossart som beskrevs av Brotherus 1901. Campylopus uleanus ingår i släktet nervmossor, och familjen Dicranaceae. Inga underarter finns listade i Catalogue of Life.